# Хелмінський повіт
Хелмінський повіт (пол. powiat chełmiński) — один з 19 земських повітів Куявсько-Поморського воєводства Польщі.
Утворений 1 січня 1999 року в результаті адміністративної реформи.

## Загальні дані
Повіт знаходиться у північно-центральній частині воєводства.
Адміністративний центр — місто Хелмно.
Станом на 1.01.2008 населення становить 51 412 осіб, площа 526,94 км².

## Демографія
Демографічні дані повіту станом на 31 grudnia.2006:
|       | Всього | Всього | Жінки  | Жінки | Чоловіки | Чоловіки |
| ----- | ------ | ------ | ------ | ----- | -------- | -------- |
|       | осіб   | %      | осіб   | %     | осіб     | %        |
| Повіт | 51 375 | 100    | 26 337 | 51,3  | 25 038   | 48,7     |
| Міста | 20 381 | 100    | 10 687 | 52,4  | 9694     | 47,6     |
| Села  | 30 994 | 100    | 15 650 | 50,5  | 15 344   | 49,5     |